# Brouay
Brouay település Franciaországban, Calvados megyében. Lakosainak száma 489 fő (2018. január 1.). Brouay Audrieu, Cristot, Loucelles, Le Mesnil-Patry és Putot-en-Bessin községekkel határos.

## Népesség
A település népességének változása:
| Lakosok száma | 277  | 256  | 238  | 239  | 320  | 473  | 473  | 471  | 470  | 489  |
|               | 1968 | 1975 | 1982 | 1990 | 1999 | 2011 | 2013 | 2015 | 2017 | 2018 |